# Jan van Neck

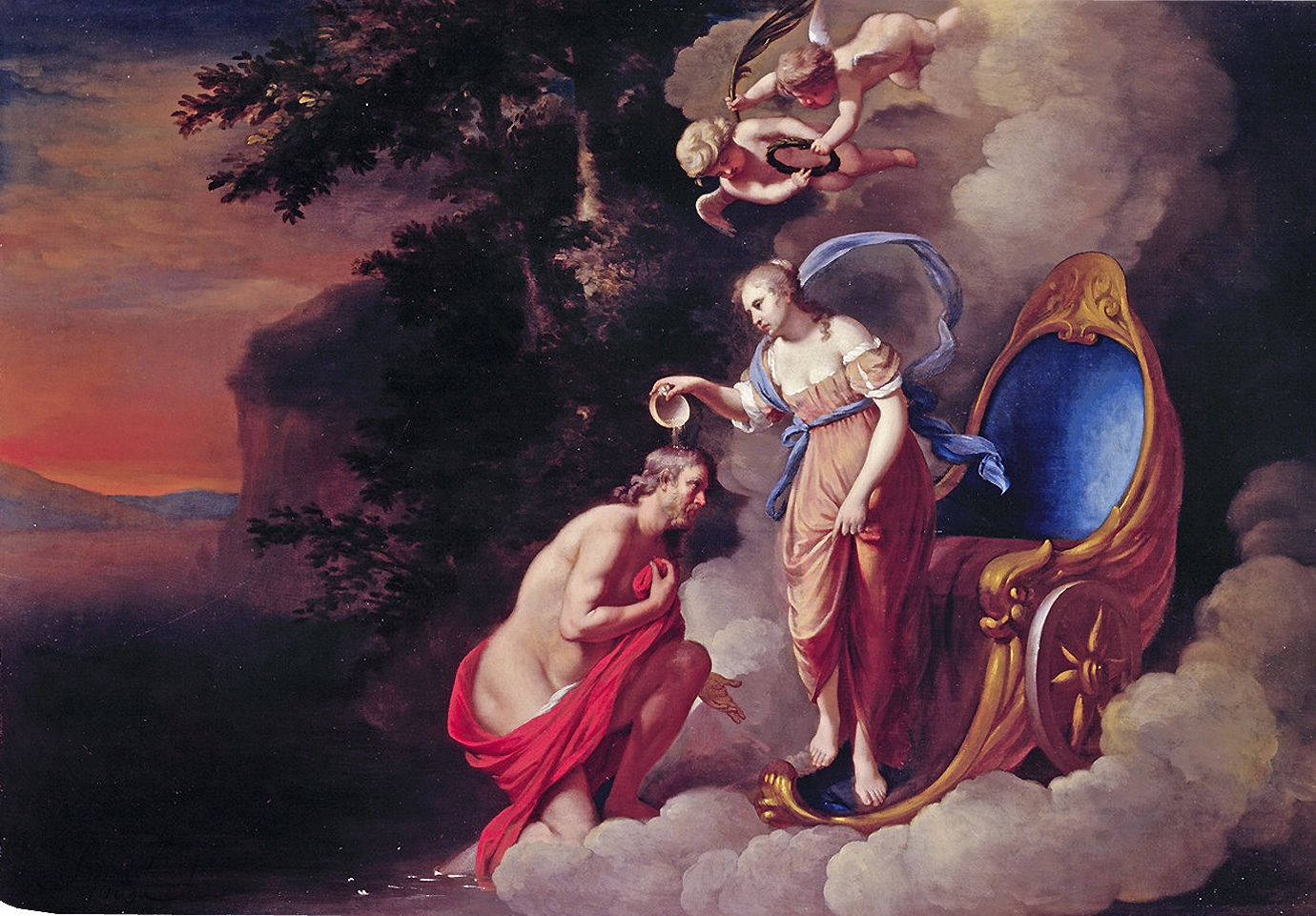
Aeneas apoteózisa, Wallraf-Richartz Múzeum

Jan van Neck (Naarden, 1634/1635 – Amszterdam, 1714. június 6.) holland festő az aranykorból.

## Élete és munkássága
Van Neck egy orvos fia volt, de úgy döntött, hogy festő lesz. Fiatallkorában Jacob Adriaensz Backernél dolgozott inasként.  Barokk stílusban alkotott, olykor klasszicista elemekkel. Főleg allegorikus jellegű történelmi munkákat, női aktokat (gyakran fürdőzőket), portrékat és csoportportrékat festett. Oltárképeket és belső festményeket is készített.
Van Neck egyik legismertebb műve a Dr. Frederik Ruysch anatómiaórája 1683-ból, jelenleg az Amszterdami Múzeumban. A festmény a Rembrandt: Dr. Tulp anatómiája hagyománya szerint készült, csak ő sokkal kevésbé hangsúlyozza a test élettelen állapotát, jelen esetben az újszülöttét. Ellenkezőleg, a köldökzsinórt tartó ököl hamis alvásra utal, amit Frederik Ruysch maga is követett pigmentek hozzáadásával injekciók útján, hogy megőrizze az élő bőrszínt. Érdekes, hogy Ruysch fia, Hendrik, közben egy gyermek csontvázát tartja a kezében, amelyet az apja preparált ki.
Van Neck barátságban volt Dirck Ferreris festővel. Arnold Houbraken De grotee schouburgh der Nederlantsche konstschilders en painteresses (1718–1721) című könyvében írta meg életrajzát.
Van Neck 1714-ben halt meg, 79 éves korában.